# Пернтер, Йозеф Мария
Йозеф Мария Пернтер (нем. Joseph Maria Pernter; 15 марта 1848 — 20 декабря 1908) — австрийский учёный, астроном и метеоролог.
Изучал физику в Венском университете. В 1890—1897 гг. профессор физики Инсбрукского, затем Венского университетов; в Вене одновременно возглавлял Центральный метеорологический институт, существенно реорганизовав его работу и введя ряд новшеств (вплоть до бесплатной телеграфной рассылки прогноза погоды по всей стране).
Основные работы Пернтера связаны с проблемами метеорологии и атмосферной оптики. Его главный труд «Метеорологическая оптика» (нем. Meteorologische Optik; 1906), содержащий, помимо прочего, историю наблюдения гало и других метеорологических аномалий, считался образцовым и несколько раз переиздавался (под редакцией и с дополнениями Феликса Марии Экснера). Пернтер также выступал одним из главных оппонентов Рудольфа Фальба и его теории критических дней.